# Římská mytologie

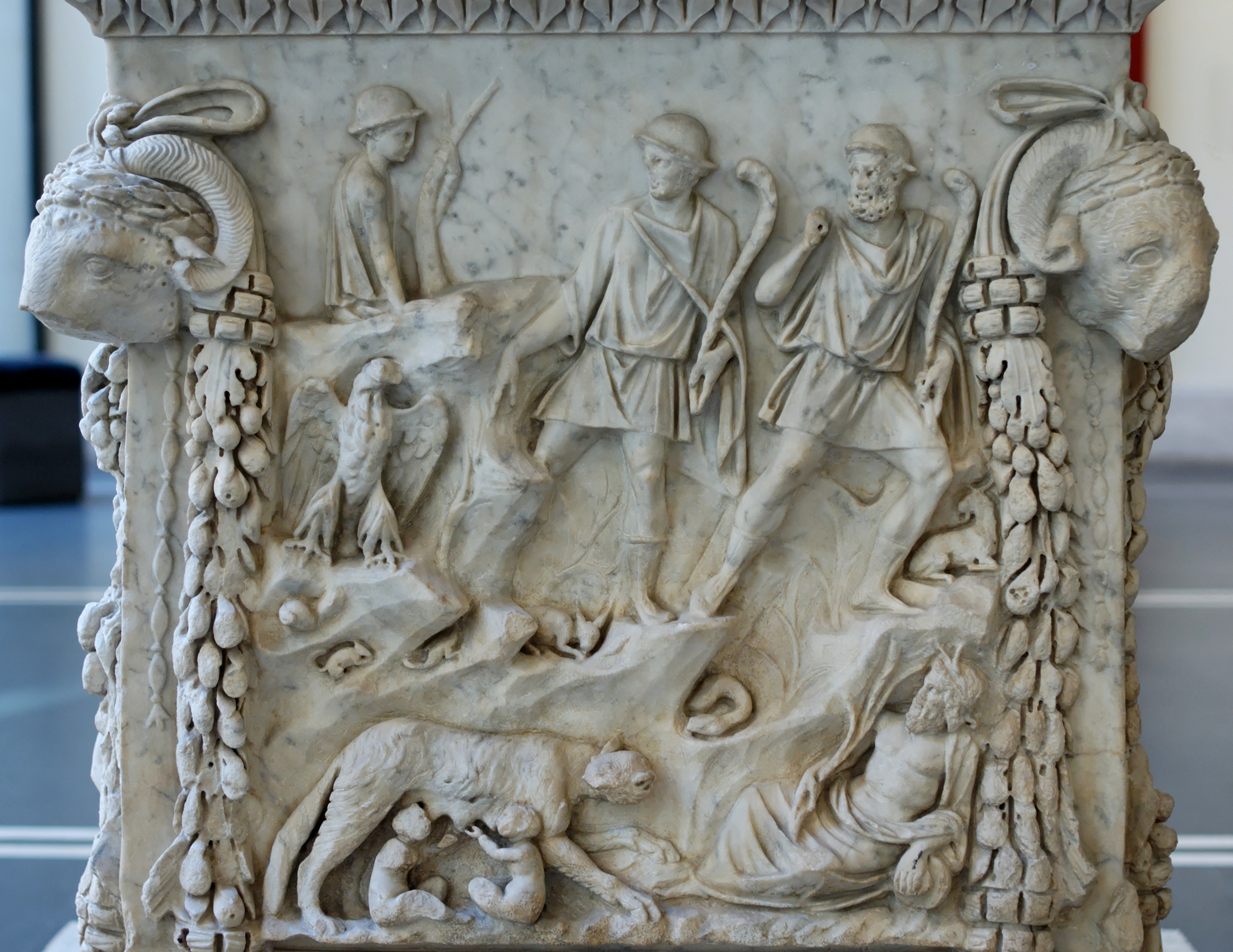
Romulus a Remus kojení v jeskyni vlčicí v přítomnosti Tiberina, mramorový panel z oltáře božského páru Marta a Venuše – rodičů římského národa z přelomu 1. a 2. století.

Římská mytologie je soubor představ o bozích a počátcích Říma, který byl vlastní starověkým Římanům. Na rozdíl od většiny jiných mytologií prakticky neobsahuje představy o přirozenosti a počátku vesmíru a člověka, ani příběhy o bozích, v důsledku řeckého vlivu však byl tento druh mýtů z velké části převzat z řecké mytologie, především v literatuře a ikonografii.
Některými badateli je existence římské mytologie, respektive mýtů, odmítána a před-historické náboženství Římanů chápáno jako uctívání neurčitých sil – numin, zatímco kult personifikovaných božstev byl zprostředkován až pod řeckým vlivem. Naopak podle lingvisty a mytologa Jaana Puhvela Římané svou mytologii měli, ale v určitém okamžiku zmizel z jejich náboženství „posvátný příběh“ a jejich mýty se zachovaly ve zlomcích souvisejících především s různými svátky a rituály. Zároveň se mýty, včetně kosmogonických a antropogonických, transformovaly do příběhů o založení a dějinách římské axis mundi – samotného města Říma.

## Mýty a pověsti

### Před založením Říma
Za prapředka Římanů byl považován Aeneas, který se poprvé objevuje v Iliadě a homérském hymnu na Afroditu jako Aineiás, syn trójského prince Anchísa a bohyně Afrodíté. Podle římského podání po dobytí Tróje opustil společně se svým otcem, synem Ascaniem a idoly předků svůj domov a vydal se na dlouhou a nebezpečnou plavbu po moři.
Během své cesty Aeneas se svými muži ztroskotal na pobřeží severoafrického Kartága, kde vládla královna Dídó, do které se zamiloval. Jeho city byly opětovány, a tak spolu Dídó žili jako manželé a choval se jako král. Byl však navštíven poslem bohů, který mu připomněl povinnost založit v Itálii novou Tróju, a tak přes svou lásku ke královně odplul. Dídó za to Aenea proklela a spáchala sebevraždu. Tímto příběhem bylo vysvětlováno tradiční nepřátelství mezi Římem a Kartágem.
Nakonec Aeneas dorazil do Itálie, do města Cumae, kde setkal se Sybilou Kúmskou, věštkyní a Apollónovou kněžkou. Ta jej doprovodila do podsvětí, kde se sešel se svým otcem, zahynuvším během plavby, jenž mu prorokoval velikost národa, který založí, a ukázal duše slavných Římanů čekajících na zrození. Poté se vydal dál do Latia, kde mu král Latinus zaslíbil svou dceru Lavinii, která však byla dosud zaslíbena rutulskému králi Turnovi, jenž na odplatu takové urážky vyhlásil válku. Společně s Latinem a králem Evanderem však Aeneas nepřátele odrazil a Turna sám v souboji zabil.
Porážkou Turna končí Aeneida, ale existují i další příběhy o Aeneovi či událostech předcházejících založení Říma. Podle některých založil Řím sám Aeneas, podle většiny však založil Lavinium a jeho syn Ascanius Albu Longu. Účelem příběhu o založení latinských měst mělo pravděpodobně být sloučení podání o Aeneovi s příběhem o založení Říma Romulem.

### Založení Říma
Dvojčata Romulus a Remus byli syny vestálky Rhey Silvie, pocházející z královského rodu Alby Longy, svedené v posvátném háji bohem Martem. Poté, co se o tom, že se mají narodit, dozvěděl král Amulius, Rheiin strýc, nechal ji uvěznit a po porodu pohodil dvojčata na břeh Tibery, aby zemřela. Byla však nalezena vlčicí, která je kojila, dokud se jich neujal pastýř Faustulus, jež je vychoval jako své vlastní syny. Poté, co Romulus s Remem napadli Amuliovy pastýře na Aventinu, byl Remus předveden před krále a Romulovi Faustulus prozradil pravdu o jeho původu. Romulus poté vysvobodil Rema, zabil svého strýce a trůn Alby Longy odevzdal svému dědu Numitorovi.
Poté se dvojčata rozhodla založit si vlastní město v místech, kde byla zachráněna vlčicí. Během sporu o přesné vymezení města Romulus Rema zabil a stal se jediným králem. Řím se stal útočištěm zločinců a uprchlíků z celé Itálie, chyběly mu však ženy. Proto Romulus pozval sousední kmen Sabinů na slavnost, během které Římané unesli potencionální manželky. Následovala válka se sabinským králem Titem Tatiem, která skončila smírem a spojením Římanů a Sabinů do jednoho národa.
Mezi římské krále, zčásti čistě mytické, zčásti s obrazem ovlivněným mýtem patří:
1. Romulus, (753–717 př. n. l.)
2. Numa Pompilius, (716–671 př. n. l.)
3. Tullus Hostilius, (670–639 př. n. l.)
4. Ancus Marcius, (639–617 př. n. l.)
5. Lucius Tarquinius Priscus, (616–579 př. n. l.)
6. Servius Tullius, (578–535 př. n. l.)
7. Tarquinius Superbus, (534–510 př. n. l.)

K dalšími římským mýtům či pověstem situovaným do doby královské či rané republiky patří především:
- boj bratrů Horatiů s Curiatii během války s Alba Longou
- zplození krále Servia Tulla božským falem tyčícím se z ohně a jeho narození se svatozáří
- zneuctění Lukrécie a svržení krále Tarquinia Superba
- porážka etruského krále Larse Posseny Horatiem Coclem
- o počátku kultu Velké matky Kybelé v Římě a přivezení její sochy

## Božstva

### Řecký a etruský vliv
Římané ve velkém přejímali řecké mýty, například Ovidioviy Proměny se skládají téměř výhradně z řeckých příběhů, a zprostředkovali je tak pozdější evropské kultuře, jedná se o takzvanou interpretatio graeca. Římané měli taktéž tendenci interpretovat cizí božstva pomocí vlastních, ať už v Řecku, Galii, Germánii nebo na Předním východě.
Kromě řeckého vlivu se již v nejstarší římské mytologii projevil etruský vliv, například ve skladbě kapitolské trojice: Jupiter, Juno, Minerva. V některých případech Římané převzali etruské božstvo i se jménem (Menrva-Minerva), zprostředkovali řecké jméno (Aplu-Apollo, Hercle-Hercules, řecký Ganymédés – etruský a římský Catamitus), jindy zase Etruskové přijali latinské jméno (Uni, Nethuns, Maris) či jiné italické (Fufluns). Jindy je vztah etruského a latinského jména nejasný (Turms-Merkur, Satre-Saturn).
Interpretatio graeca se týkala některých významných božstev a byla částečně zprostředkována etruským vlivem:
| římské jméno           | řecké jméno | etruské jméno |
| Jupiter                | Zeus        | Tinia         |
| Juno                   | Héra        | Uni           |
| Mars                   | Arés        | Laran         |
| Neptun                 | Poseidón    | Nethuns       |
| Pluto, Dispater, Orcus | Hádés       | Aita          |
| Bakchus, Liber         | Dionýsos    | Fulfuns       |
| Apollo                 | Apollón     | Aplu          |
| Diana                  | Artemis     | Artume        |
| Proserpina             | Persefona   | Persipnei     |
| Ceres                  | Démétér     | není          |
| Merkur                 | Hermés      | Turms         |
| Minerva                | Athéna      | Menrva        |
| Saturn                 | Kronos      | Satre         |
| Venus                  | Afrodíté    | Turan         |
| Vesta                  | Hestia      | není          |
| Vulcanus               | Héfaistos   | Sethlans      |
| Faun                   | Pan         | není          |
| Hercules               | Héraklés    | Hercle        |

Pod řeckým vlivem také existovala obdoba dvanácti Olympanů, například roku 217 př. n. l. bylo vystrojeno lectisternium – hostina pro šest párů božstev, odpovídajících právě Olympanům a to po porážce římské armády u Trasimenského jezera. Dvanácti Olympanům taktéž odpovídali, přes některé rozdíly ve funkci a postavení ztotožněných římských božstev, Dii Consentes.

### Triády a flaminové

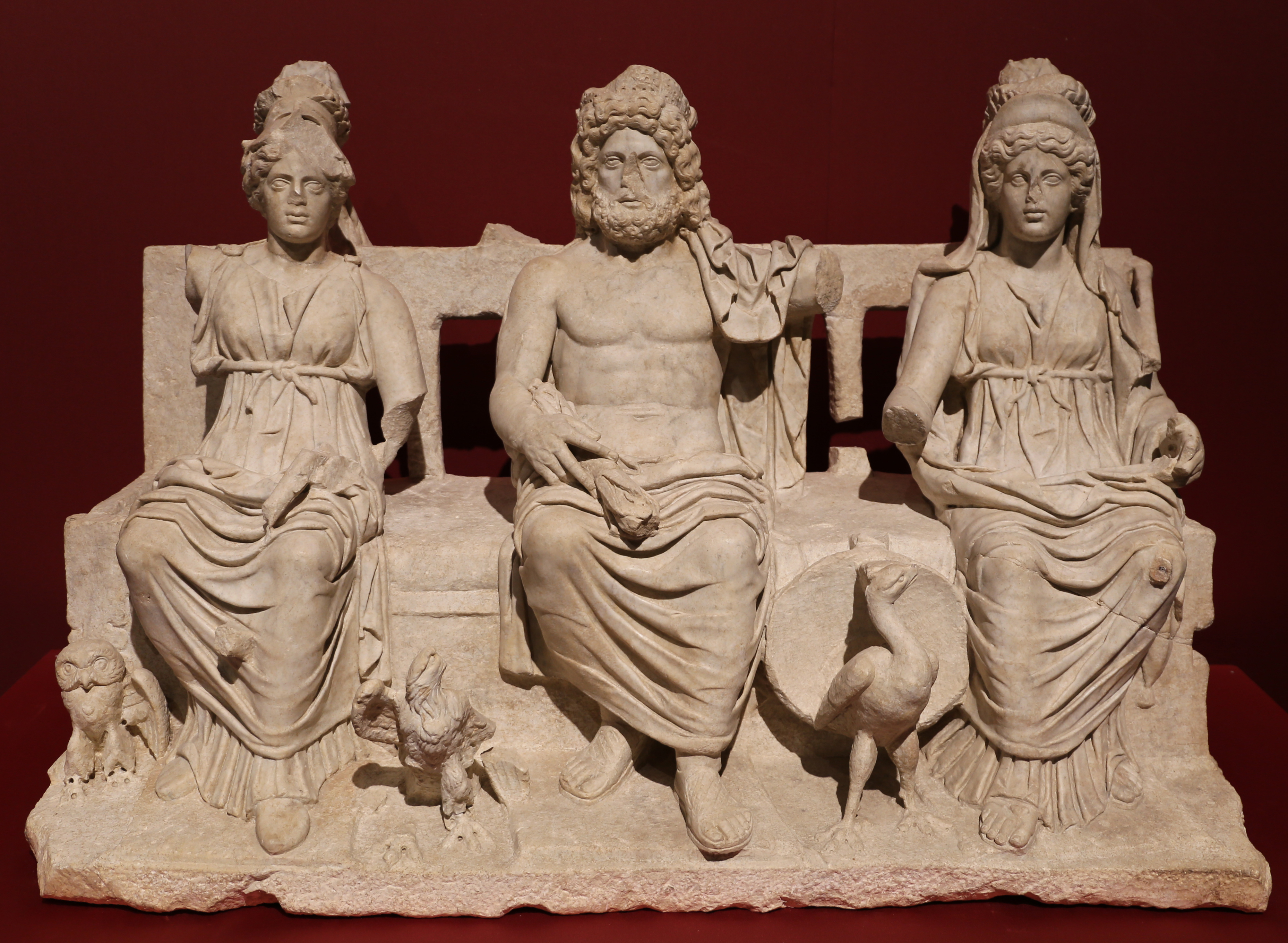
Kapitolská trojice

Jako triáda nejvýznamnějších božstev byla často chápána takzvaná kapitolská trojice sestávající z božstev jejichž kult byl držen v Kapitolském chrámu Jupitera Optima Maxima: Jupitera, Juno Reginy a Minervy. Tato triáda vznikla nejspíše pod vlivem Etrusků, kteří podobným způsobem ctili Tiniu, Uni a Menrvu.
Kapitolské trojici nejspíše předcházela triáda archaická, odpovídající předpokládané indoevropské trojčlennosti funkcí: Jupiter, Mars a Quirinus. Každému z těchto božstev byl zasvěcen jeden flamen maior „hlavní kněz“ – podle ordo sacerdotum stojící nejblíže božskému hned po rex sacrorum. Existovali také flamines minores zasvěcení následujícím božstvům, zčásti neznámé funkce, plus dvěma božstvům neznámého jména:
- Carmenta
- Ceres
- Falacer
- Flora
- Furrina
- Palatua
- Pomona
- Portunus
- Vulcan
- Volturnus

Kromě toho se v akademických zdrojích mluví o takzvané aventinské či plebejské triádě, představující lidový protipól triády kapitolské, skládající se z Libera, Libery a Ceres.

### Další božstva
Podle Varra patřilo mezi nejvýznamnější následujících dvacet božstev – Di selecti:
- Janus
- Jupiter
- Saturn
- Genius
- Merkur
- Apollo
- Mars
- Vulcan
- Neptun
- Sol
- Orcus
- Liber
- Tellus
- Ceres
- Juno
- Luna
- Diana
- Minerva
- Venuše
- Vesta